# Eixo Cultural Ibero-Americano
O Eixo Cultural Ibero-Americano (antigo Complexo Cultural Funarte Brasília) é um conjunto de instalações culturais localizados no Setor de Divulgação Cultural de Brasília. Após o recebimento do espaço pela Secretaria de Estado de Cultura e Economia Criativa do Federal Distrito (Secec), em 2021, o antigo Complexo Funarte Brasília foi renomeado como Eixo Cultural Ibero-Americano em 2022, ano em que Brasília recebeu o título de Capital Ibero-Americana das Culturas, oferecido pela União das Cidades Capitais Ibero-Americanas (UCCI).
O espaço em Brasília é composto pelo Teatro Plínio Marcos, pela Sala Cássia Eller, pela Galeria Fayga Ostrower e pelo Espaço Marquise. As edificações, incluindo a marquise, foram projetadas pelo arquiteto Oscar Niemeyer e o complexo é tombado como patrimônio histórico tanto em nível distrital como em nível nacional pelo Instituto do Patrimônio Histórico e Artístico Nacional (IPHAN) junto com um conjunto de bens do patrimônio histórico de Brasília.